# Hrebenne-Osada
Hrebenne-Osada (d. PGR Hrebenne) – część wsi Hrebenne w Polsce, położona w województwie lubelskim, w powiecie tomaszowskim, w gminie Lubycza Królewska.
W latach 1975–1998 Hrebenne-Osada administracyjnie należało do województwa zamojskiego.
W miejscowości działało państwowe gospodarstwo rolne.
Wierni Kościoła rzymskokatolickiego należą do parafii Narodzenia Najświętszej Maryi Panny w Siedliskach.